# Taraxacum geminatum
Taraxacum geminatum — вид квіткових рослин з родини айстрових (Asteraceae). Вид зростає в Європі: Данія, Норвегія, Швеція, Фінляндія, Німеччина, Польща, Естонія, Латвія, північнозахідноєвропейська Росія; це багаторічна рослина помірних біомів.